# تد ۲
تد ۲ (به انگلیسی: Ted 2) نام فیلمی کمدی به کارگردانی ست مک‌فارلن می‌باشد. مک‌فارلن، الک سالکین و ولسلی وایلد فیلم‌نامهٔ این فیلم را نگاشته‌اند. این فیلم دنباله فیلم تد (۲۰۱۲) می‌باشد. ست مک‌فارلن، مارک والبرگ و آماندا سایفرد در این فیلم به ایفای نقش پرداخته‌اند.
این فیلم ۲۶ ژوئن ۲۰۱۵ در سینماهای آمریکا اکران شد.

## بازیگران
- مارک والبرگ در نقش جان بنت
- ست مک‌فارلن در نقش تد
- آماندا سایفرد در نقش سامانتا جکسون
- جسیکا بارت در نقش تامی-لین[۱]
- ریچارد شیف[۲]
- پاتریک واربرتون
- مورگان فریمن[۳]
- مایکل دورن در نقش ریک[۴]
- دنیس هایسبرت[۵]
- لیام نیسون[۶]
- کرتیس استیگرز[۷]
- سام جی. جونز[۷]
- جان اسلتری[۸]
- دیوید هسلهاف[۹]
- تام بریدی[۱۰]
- فیلیپ کازنوف[۱۱]
- نانا ویزیتور[۱۲]

## خلاصهٔ داستان
رابطهٔ جان با نامزدش به هم خورده. تد و تامی-لین با هم ازدواج کرده و تصمیم می‌گیرند که بچه دار شوند. زمانی که اقدام برای بچه دار شدن می‌کنند متوجه می‌شوند که تد از لحاظ قانونی انسان حساب نمی‌شود و حق به سرپرستی گرفتن فرزند را ندارد، حال تد و جان با کمک وکیلشان (آماندا سایفرد) به دنبال احقاق حق تد و به رسمیت شناخته شدن او بعنوان یک انسان عادی و دارای حق شهروندی می‌روند...